# Hemorroide
Las hemorroides (del griego αιμα aima: ‘sangre’ y ρειν rein: ‘fluir’) son varices o inflamaciones de las venas en el recto y el ano. Popularmente también se les conoce con el nombre de almorranas.
Anatómicamente son plexos, cojinetes o almohadillas de tejido submucoso donde están contenidas las vénulas y arteriolas superficiales del conducto anal.
Normalmente son tres los cojinetes, localizados en la pared lateral izquierda, pared lateral derecha y en posición media posterior y funcionan en el mecanismo de continencia de las heces.
A menudo, las inflamaciones de las hemorroides son consecuencia del esfuerzo para evacuar el intestino, aunque pueden ser causadas por otros factores como el embarazo, el estreñimiento crónico, la diarrea o el envejecimiento.
El principal síntoma de las hemorroides es el dolor alrededor del ano y sangre roja brillante en las heces, en el papel higiénico o en el inodoro (retrete).
Otras causas de sangrado anal o rectal incluyen un cáncer colorrectal o anal.
El tratamiento suele incluir baños tibios y cremas locales. Las hemorroides complicadas pueden requerir cirugía y otros tratamientos. La cirugía puede ser practicada por médicos especialistas en coloproctología.

## Clasificación
Las hemorroides patológicas se dividen en internas, si se encuentran por arriba de la línea pectínea o dentada del conducto anal, y externas las que se encuentran distales o por abajo de la línea dentada. Las hemorroides internas se clasifican en cuatro grados.
- Grado I: En el primero de ellos, la hemorroide se localiza en el tejido submucoso sobre la línea dentada. Puede defecar sangre roja viva. Se considera que es la más frecuente.
- Grado II: En el segundo grado, sobresalen al defecar pero se reintroducen espontáneamente, con el cese del esfuerzo.
- Grado III: En las de tercer grado salen al defecar, y el paciente debe reintroducirlas manualmente.
- Grado IV: En las del cuarto grado, las hemorroides son irreductibles y están siempre prolapsadas.

Las hemorroides externas, se encuentran recubiertas por piel y pueden trombosarse. En cambio las hemorroides internas se originan desde el plexo hemorroidal superior y están cubiertas por mucosa proximal a la línea dentada. Pueden presentar rectorragia, protrusión, quemazón, prurito, dolor (al presentar alguna complicación)  y descarga mucosa.

Hemorroides grado 1
Hemorroides grado 2
Hemorroides grado 3
Hemorroides grado 4
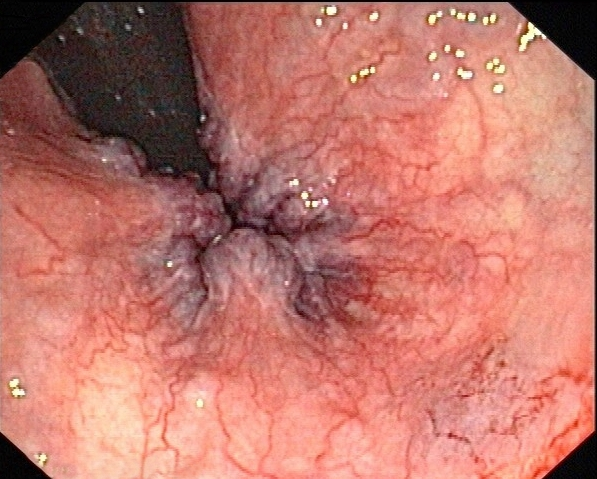
Vista endoscópica de hemorroides del grado 1
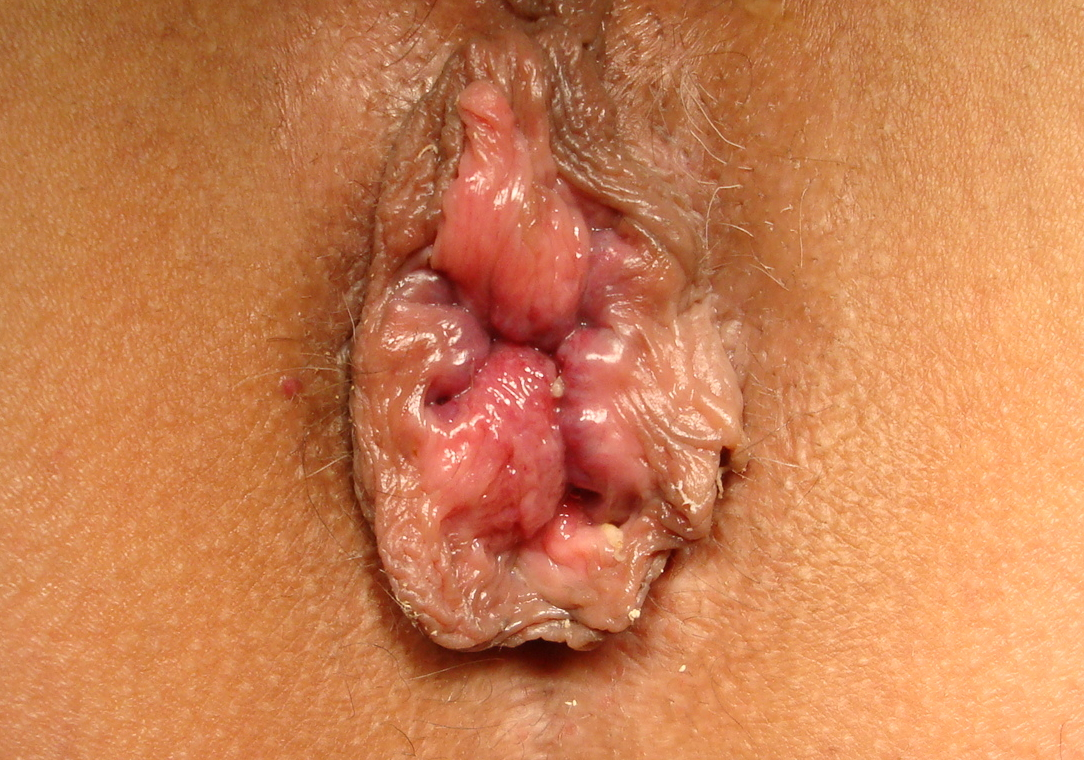
Hemorroides grado 2
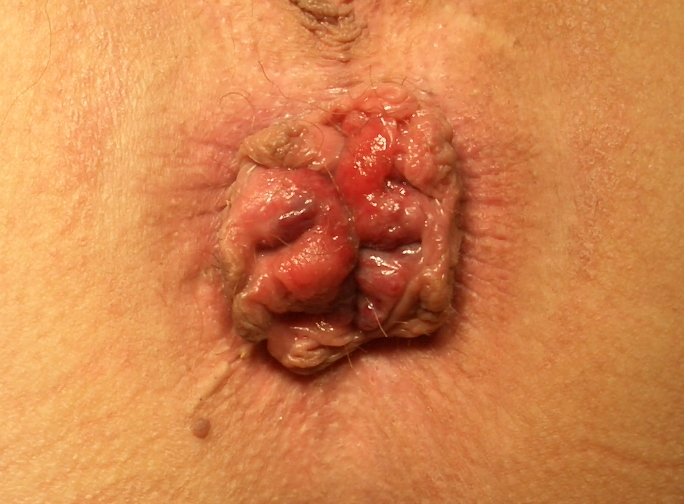
Hemorroides grado 3
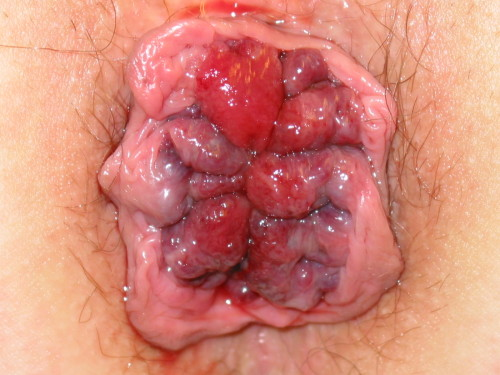
Hemorroides grado 4

## Etiología
Algunas causas que predisponen a padecer hemorroides:
- factores hereditarios;
- obesidad, por aumento de la presión abdominal sobre el piso pélvico;
- estreñimiento que, al forzar el paso de las heces, comprime las venas hemorroidales;
- diarrea, que puede producir irritación;
- factores ocupacionales, estar de pie o sentado durante mucho tiempo seguido, especialmente si el asiento es inadecuado;
- hipertensión portal, es decir, aumento de presión venosa a nivel del sistema porta;
- abuso de laxantes;
- factores nutricionales.
- embarazo, sobre todo en las últimas semanas;

El consumo de alimentos muy especiados o picantes no causa hemorroides, pero pueden causar irritación si estas ya están presentes.

## Cuadro clínico
Las molestias más comunes que causan las hemorroides son fáciles de sentir: sensación de ardor en el recto, comezón, humedad anal constante, dolor, sangrado al evacuar (aunque no siempre sangra), manchado de la ropa interior, y sensación de salida de alguna protuberancia por el recto. No tan comunes y casi siempre cuando hay prolapso mucoso rectal son mal olor, incontinencia gaseosa y en los casos más extremos puede presentarse incontinencia total. También cabe destacar que algunos pacientes sufren síntomas correspondientes a hemorroides de mayor grado que las que ellos padecen.

### Rectorragia y melenas
La causa más frecuente de la rectorragia (sangrado por el ano) es por sangrado hemorroidal. También puede ser originado por fisuras, rectitis y lo más grave, por pólipos o tumores del recto y colon. Por esta razón, ante un sangrado, ya sea reciente o bien crónico, debe efectuarse siempre un estudio endoscópico (rectoscopia o colonoscopia) para que, en el caso de que exista un tumor, pueda ser diagnosticado por el cirujano proctólogo y aplicar cuanto antes el tratamiento oportuno.
De igual manera, la causa más frecuente de una rectorragia son las hemorroides. Una rectorragia produce sangrado relativamente pequeño; a menudo apenas manchan el papel higiénico (o papel de baño). Sin embargo, si la rectorragia es de una cantidad de moderada a grave, hay que buscar inmediatamente atención médica.
A veces, el sangrado en el tubo digestivo no se manifiesta por sangre roja en las heces, sino por sangre negra y pegajosa (melena). Sin embargo, algunas comidas (calamares en su tinta, espinacas) o medicamentos (hierro, bismuto) pueden causar heces negras. Si se observan heces negras de causa desconocida, se debe consultar inmediatamente a un médico.
Las melenas son la evacuación rectal de material negro y fétido, el resultado de la degradación bacteriana de la hemoglobina de sangre estancada en la luz intestinal. En pacientes con tránsito colónico lento, un sangrado a nivel del colon proximal puede presentarse como melena.

## Diagnóstico
El diagnóstico se realiza mediante un examen clínico del recto y del ano. Para descartar la posibilidad de un cáncer se recomienda practicar un examen radiográfico con enema opaco y, posiblemente, una sigmoidoscopia. De todas formas, ante un cuadro de hemorroides se pueden observar pequeñas pérdidas de sangre, mientras que ante un cáncer las hemorragias suelen ser más abundantes, persistentes y, por lo general se presentan asociadas con cambios en el hábito intestinal.

### Endoscopia
La endoscopia es utilizada principalmente para ver y filmar el interior de las cavidades corporales y realizar algunos procedimientos sin necesidad de recurrir a la cirugía. Existen diferentes tipos de endoscopia, y la anoscopia es uno de ellos.
La rectoscopia es una observación instrumental del recto y ano, por medio de la cual se puede visualizar el estado interno de los mismos. De esta manera se puede ver el origen del sangrado, la causa de la molestia y en muchas ocasiones, se puede tomar una biopsia y aclarar el diagnóstico.
La colonoscopia es un estudio instrumental, mediante una preparación de purga y lavados previos, con el colonoscopio, el cual permite, bajo anestesia y lubricante y distensión moderada no dolorosa, con aire, ver todo el aparato digestivo inferior.
En ellas puede observarse el origen del sangrado, tomar fotografías, reconocer tumoraciones y ulceraciones, diagnosticar formaciones diverticulares, observar su estado patológico, lo mismo que estenosis y un reconocimiento rápido de las tumoraciones benignas (divertículos) y malignas (cánceres), etc.
Hoy en día las técnicas han cambiado mucho. Existen analgésicos excelentes para el manejo de las molestias preexamen y posoperatorias. El paciente debe ser atendido por un cirujano colorrectal, quien tiene los conocimientos más actualizados respecto a dichas enfermedades.

## Prevención
- Hacer ejercicio por lo menos tres veces a la semana durante media hora (caminar o correr) con el fin de mejorar la circulación general.
- Bajar de peso, ya que la obesidad aumenta la presión abdominal sobre el piso pélvico.
- Evitar el sedentarismo. No estar largas horas sentado o de pie: cada tanto se debe caminar y moverse.

## Tratamiento no quirúrgico
- Mantener una buena higiene anal y evitar rascar o frotar las hemorroides, para evitar lastimarlas y prevenir las infecciones.
- Corregir el estreñimiento añadiendo fibra a la dieta: frutas, verduras, pan integral, líquidos abundantes (más de dos litros de agua al día).[7]
- Corregir las diarreas.
- Evitar comidas muy sazonadas, picantes y grasas, así como el consumo de alcohol al menos mientras dure el malestar.
- Evitar esfuerzos al defecar.
- Reducir el tiempo de defecación (no estar sentado en el inodoro más de 5 minutos).
- No utilizar papel higiénico (ni siquiera el suave); sí se puede utilizar para secar el ano después del lavado con agua.
- Lavar el ano con agua fría o tibia (puede ser en el bidé, o derramando agua de una jarra).
- Baños de asiento de 15 minutos, con agua tibia (no caliente ni hirviendo), 2 o 3 veces al día, después de defecar. Puede hacerse en una palangana o jofaina. No agregar al agua aromatizantes, champú de ducha, jabón, etc. Después de cada baño de asiento, lavar (en el bidé o con agua limpia) la piel alrededor del ano.[8]
- Aplicar hielo (no directamente sobre la mucosa del ano, sino cubierto con una tela) durante no más de 20 minutos, 2 o 3 veces al día. Eso disminuye la cantidad de sangre en el área, lo que produce la disminución del tamaño de las hemorroides.[9]
- Aplicar vinagre de manzana con un algodón dos o tres veces al día.[9]

Con estas medidas, el dolor y la hinchazón de la mayoría de las hemorroides sintomáticas disminuirán en un plazo de dos a siete días, y el bulto duro debería remitir en entre cuatro y seis semanas.

### Alimentos recomendados
Se recomiendan todos aquellos alimentos que tengan fibra:
- el pan integral (hecho con harina integral)
- la tortilla integral (hecha con harina integral)
- Las verduras o frutas que se puedan comer con cáscara o bagazo (como la uva).
- Las frutas blandas (como la banana o la papaya)

Esto ayudará a reblandecer la materia fecal y hacer más fácil su expulsión
Además es recomendable tomar mucha agua (preferiblemente el agua provista en el hogar, llamada «agua del caño», «agua de la canilla o grifo» o «agua del tubo»).
Si el agua de la casa no es potable, se debe hervir o purificar previamente.
Si se toma agua mineral (que de por sí no es recomendable debido a su alto contenido en sodio), no debe ser demasiado carbonatada.

### Alimentos no recomendados
Las comidas irritantes y los condimentos:
- los chiles o ajíes (picante en general)
- las especias y aderezos
- el ajo
- el perejil
- la cebolla
- la mostaza
- la salsa de tomate
- el tomate
- el vinagre
- el café
- el chocolate (tanto negro como blanco)
- el té negro
- el té de canela
- el alcohol en todas sus formas[cita requerida]

Todas las frutas no maduras.

### Otros tratamientos no quirúrgicos
Otro tipo de tratamiento no quirúrgico para las hemorroides es el uso de fotocoagulación, criocirugía, radiofrecuencia o ligadura con banda elástica. Estas opciones generalmente están consideradas para las hemorroides de grado II y algunas de grado III.

## Tratamiento quirúrgico
El tratamiento quirúrgico se debe realizar siempre que el mejoramiento de hábitos y tratamiento médico no sean suficientes o cuando ya existe inicio de las complicaciones y generalmente para hemorroides de tercero y cuarto grado o incluso las de segundo grado que no respondieron a otras alternativas no quirúrgicas de manejo. La hemorroidectomía es la cirugía empleada para quitar las venas que se han hinchado o dilatado alrededor del ano.
Para la intervención de hemorroides el paciente se puede someter a anestesia general o bien a una local (anestesia local o anestesia espinal) con sedación. Las venas dilatadas (hemorroides) se quitan y se deja en la zona un paquete de gasas estériles para disminuir la hemorragia.
Existen varios tipos de procedimientos quirúrgicos para el tratamiento de las hemorroides, que son:
1) una es la técnica abierta, cuando se realiza resección o extirpación de las hemorroides mediante un bisturí eléctrico y se deja la herida abierta para permitir que cicatrice por segunda intención;
2) la otra es la técnica cerrada, donde se retira el tejido hemorroidal y la mucosa del conducto anal afectada y los bordes de la herida se afrontan nuevamente para dejarla cerrada.
Otras técnicas son el empleo de engrapadoras, que se introducen por el ano y engrapan y cortan el tejido redundante, realizando una hemorroidopexia.
El tratamiento más novedoso consiste en la hemorroidectomía con láser, que permite la operación con anestesia local o zonal y el paciente puede retomar la vida normal en uno o dos días. Aunque esta técnica no ha demostrado una clara ventaja con las técnicas tradicionales sí se incrementa el costo de la cirugía, ya que se requieren equipos e instrumentales especializados.
Durante la convalecencia el paciente puede experimentar un fuerte dolor después de la cirugía cuando contrae o relaja el ano, por lo que deben administrarse analgésicos. Para evitar el uso de papel sobre el ano, deben usarse lavados en bidé después de la defecación. Además, los baños templados servirán para disminuir las contracciones dolorosas del ano, y pueden calmar el picor y la quemazón de la zona. Se puede esperar una completa recuperación en dos semanas. La analgesia intratecal ha demostrado una reducción significativa del dolor en el paciente después de la operación en las primeras 24 horas.

### Tratamiento quirúrgico mínimamente invasivo
El tratamiento quirúrgico mínimamente invasivo va dirigido principalmente a pacientes con grado I y II, aunque aplican en algunos casos de grado III y IV. Los pacientes pueden manejarse de forma ambulatoria, es decir, sin necesidad de internamiento hospitalario. Su objetivo es extirpar o destruir las hemorroides, la fibrosis secundaria al proceso de cicatrización ayuda a dar firmeza a los tejidos, previniendo un nuevo prolapso. Sus complicaciones son poco frecuentes y mínimas.
Los tratamientos habituales son:
- Ligadura con bandas hemorroidales (banding): se coloca una banda de goma alrededor de la base de las hemorroides, que corta la circulación y la hemorroide sufre necrosis. Este método ha sido hasta ahora el más efectivo entre los tratamientos de mínima invasión.[13][15]
- Fotocoagulación con rayos infrarrojos: utiliza aparatos especiales para quemar las hemorroides.[15]
- Fotocoagulación con láser: utiliza aparatos especiales para quemar las hemorroides.[15]
- Escleroterapia: se inyecta una sustancia química que produce degeneración del tejido hemorroidal.[15]
- desarterialización hemorroidal transanal (THD)
- Crioterapia: congelación.
- Procedimiento para prolapso y hemorroides (PPH): es una técnica de reciente aplicación donde, por medio de grapas, se reposiciona el tejido mucoso y se disminuye el flujo sanguíneo a las hemorroides.[16]